# Парафін

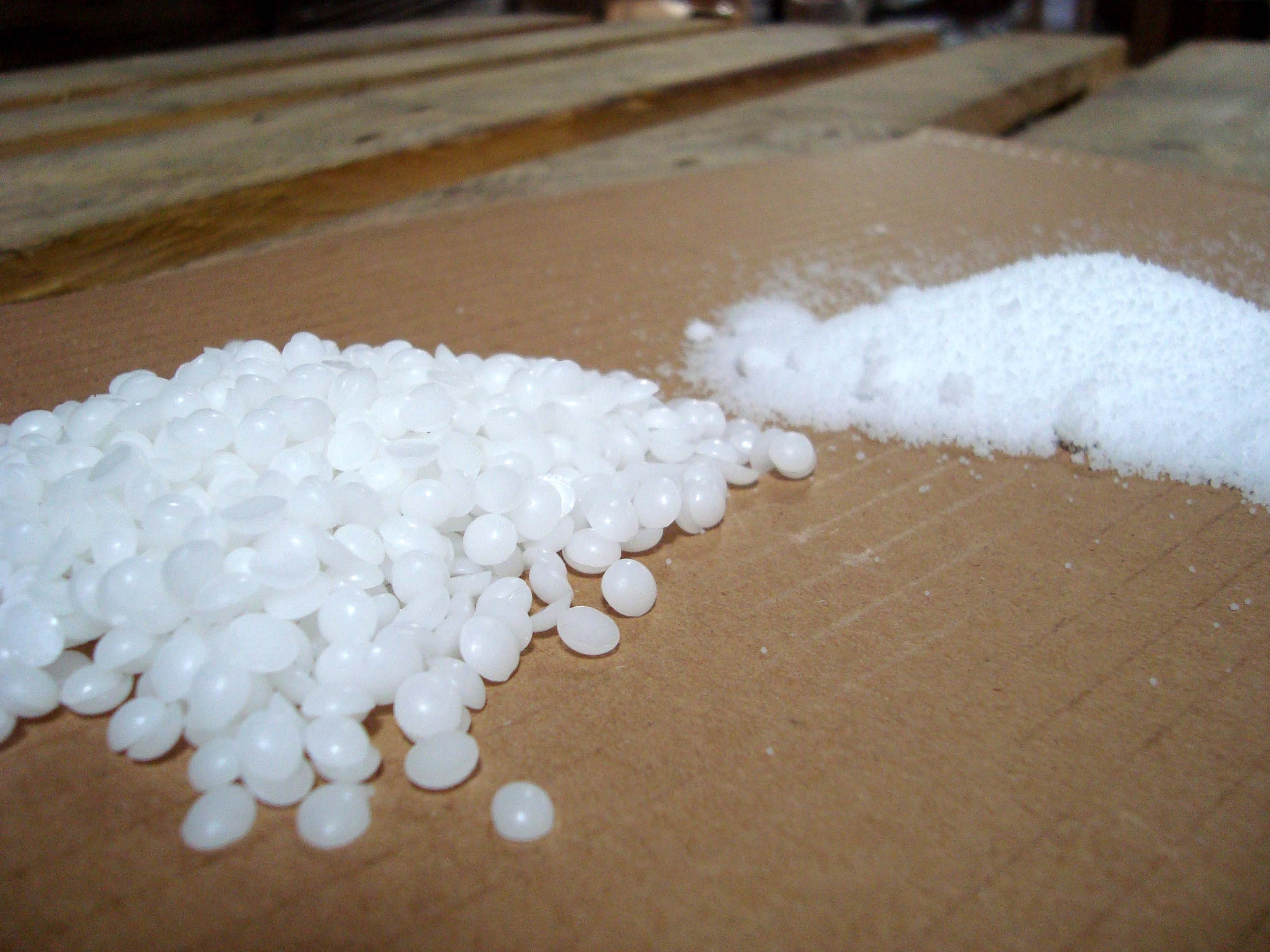
Гранули і порошок парафіну

Парафі́н (нім. Paraffin, від лат. parum — мало та athnis — споріднений; названий так через нейтральність до більшості хімічних реагентів) — нафтопродукт, суміш алканових вуглеводнів переважно нормальної будови з числом атомів вуглецю від 20 до 35 (9 до 40). У парафіні присутні також ізопарафінові, циклопарафінові (нафтенові) і нафтено-ароматичні вуглеводні.

## Загальний опис
Товарні парафіни проходять попередню обробку адсорбентами та очищуються іншими методами. Через хімічну нейтральність парафіни широко застосовують в харчовій промисловості, в медицині, косметиці а також в електротехнічній галузі як ізоляційний матеріал.

Вуглеводень C_{31}H_{64} - типовий компонент парафінового воску.

Парафін має вигляд твердої воскоподібної маси при зниженні температури нижче температури початку кристалізації парафіну (15–60 °С), що ускладнює роботу експлуатаційного обладнання, а при випаданні в продуктивних пластах різко погіршує їх фільтраційну характеристику. Парафін — це біла маса густиною 907–915 кг/м³ при 15 °С, з температурою топлення 40–60 °С; з вмістом нафти іноді до 13–14 % і більше, питомою теплотою плавлення парафіну (C25H52) 47,8–52,6 (кал/г) або 200–220 (кДж/кг).

## Різновиди
Парафін окиснений (ОКП-50) (рос. парафин окисленный (ОКП-50); англ. oxydized petroleum wax (ОКП-50), нім. oxydiertes Paraffin n (ОКП-50)) — рідина бурого кольору; ефективний піногасник розчинів з додаванням сульфітдріжджової барди (СДБ) та конденсованої сульфітспиртової барди (КССБ), вводиться разом з піноутворювачем (КССБ); реаґент гасить піну будь-якої солоності, із збільшенням вмісту хлористого кальцію ефективність різко падає; застосовують у вигляді розчину в дизельному пальному 1:1; постачається в цистернах.
Парафіни нафтові товарні (рос. парафины нефтяные товарные; англ. petroleum paraffins, stock–tank oil paraffins, petroleum grade waxes, нім. Warenerdölparaffine n pl, Erdöltankparaffine n pl) — насичені вуглеводні аліфатичного (жирного) ряду в основному нормальної будови, які мають формулу CnH2n+2, де n = 9–40 (від С9 до С40), з молекулярною масою 300–500 і температурою плавлення 50–70 °С, виділені із дистилятної сировини у виробництві олив і випускаються нафтопереробними заводами як товарна продукція.
Парафіни можуть бути виділені також із інших продуктів, наприклад, із озокериту. В залежності від фракційного складу, температури плавлення і кристалічної структури парафіни розділяють на рідкі (температура топлення tплав ≤ 27 °С), тверді (tплав = 28–70 °С) і мікрокристалічні (tплав >60–80°С) — церезини. При однаковій температурі плавлення церезини відрізняються від парафінів більшою молекулярною масою, густиною і в'язкістю. Церезини енергійно реаґують з димною сірчаною кислотою, з соляною кислотою, в той час як парафіни реаґують з ними слабко. При перегонці нафти церезини концентруються в залишку, а парафін переганяється з дистилятом. Церезини, які концентруються в залишку після перегонки мазуту, являють собою суміш циклоалканів і в меншій кількості твердих аренів і алканів. Ізоалканів у церезині порівняно мало.
За ступенем очищення парафіни ділять на гачі (петролатуми), які містять до 30 % (мас.) олив; неочищені парафіни (церезини) з вмістом олив до 6 % (мас.); очищені і високоочищені парафіни (церезини). В залежності від глибини очищення вони мають білий колір (високоочищені і очищені марки) або дещо жовтуватий і від світло-жовтого до світло-коричневого (неочищені парафіни).
Для парафіну характерна пластинчаста або стрічкова структура кристалів. Густина очищеного парафіну 881–905 кг/м³. Церезини являють собою суміш вуглеводнів з кількістю вуглецевих атомів у молекулі від 36 до 55 (від С36 до С55). Їх отримують із природної сировини (природного озокериту і осаду парафінистої проби нафт нафтенової основи) і виробляють синтетично із оксиду вуглецю і водню. На відміну від парафінів, церезини мають дрібнокристалічну будову. Температура плавлення 65–88 °С, молекулярна маса 500–700.
Парафіни широко використовують у електротехнічній, харчовій (парафіни глибокої очистки; tплав = 50–54 °С; вміст олив 0,5–2,3 % по масі як харчова добавка Е905), парфумерній та інших галузях. На основі церезину виготовляють різні композиції в промисловості побутової хімії, вазеліни; вони використовуються також як загусники у виробництві пластичних змазок, ізоляційних матеріалів в електро- і радіотехніці та воскових сумішей.
Неочищені тверді парафіни виробляють методами:
1. знеоливлення гачів і петролатумів — побічних продуктів виробництва (депарафінізації) олив з застосуванням розчинників (суміші кетону, бензолу і толуолу, дихлоретан), отримуючи при цьому неочищені парафіни (із гачу) і церезини (із петролатуму)
2. виділення і знеоливнення парафіну із дистилятів високопарафінистих нафт сумішшю кетону, бензолу і толуолу
3. кристалізації твердих парафінів без застосування розчинників (шляхом охолодження в кристалізаторах і фільтропресування). Неочищені парафіни після цього облагороджують (доочищають) з використанням кислотно-лужного, адсорбційного (контактного чи перколяційного) або гідроґенізаційного доочищення (для видалення нестабільних речовин, що забарвлюють і мають запах). Рідкі парафіни виділяють із дизельних фракцій депарафінізацією з використанням вибірних розчинників (суміш ацетону, бензолу і толуолу), карбамідної депарафінізації (у виробництві низькозастигаючого дизельного пального) і адсорбції на молекулярних ситах (виділення рідких парафінів С10-С18 з допомогою пористих синтетичних цеолітів).

## Парафін в культурі
Про виробництво парафіну на українській кіностудії «Київнаукфільм» знято документальну стрічку «Виробництво парафіну» (1967, режисер — Роман Демін)